# Bismutomicrolite
La bismutomicrolite è un minerale non più considerato valido dall'International Mineralogical Association, probabilmente il campione studiato è una miscela di minerali.